# Francesco Nappa
Francesco Nappa (La Valletta, 16 dicembre 1898 – ...) è stato un pallanuotista maltese.

## Carriera
Ha fatto parte di Malta, che ha partecipato ai Giochi di Amsterdam 1928, dove ha giocato tre partite nel ruolo di portiere.